# Лоразепам
Лоразепа́м — лекарственное средство группы бензодиазепинов. Оно используется для лечения тревожности (включая тревожные расстройства), проблем со сном, сильного возбуждения, активных судорог, включая эпилептический статус, а также тошноты и рвоты, вызванных химиотерапией. Его также используют во время операций, чтобы успокоить тех, кто находится на искусственной вентиляции легких . Он также используется, наряду с другими методами лечения, при остром коронарном синдроме, вызванном употреблением кокаина. Препарат можно вводить перорально или в виде инъекции в мышцу или вену. При инъекционном введении эффект начинается через 1-30 мин и длится около суток.
Общие побочные эффекты включают слабость, сонливость и низкое кровяное давление. Среди тех, кто находится в депрессии, может быть повышен риск самоубийства. При длительном применении для достижения того же эффекта могут потребоваться более высокие дозы. Также может возникнуть физическая и психологическая зависимость. При внезапной отмене после длительного применения может возникнуть синдром отмены бензодиазепинов. У пожилых людей чаще развиваются побочные эффекты. В этой возрастной группе лоразепам связан с падениями и переломами бедра. Из-за этих опасений использование лоразепама обычно рекомендуется только на срок от двух до четырёх недель.
Лоразепам был первоначально запатентован в 1963 году и поступил в продажу в США в 1977 году. Он включен в Список основных лекарственных средств Всемирной организации здравоохранения и доступен в виде непатентованного лекарственного средства. В 2020 году препарат занимал 65-е место среди наиболее часто назначаемых лекарств в США: на него было выписано более 10 миллионов рецептов.

## Медицинское использование

### Тревожность
Лоразепам используется для краткосрочного лечения тяжелой тревоги. В США FDA не рекомендует использовать бензодиазепины, такие как лоразепам, дольше четырёх недель. Он быстро действует и эффективен при лечении быстро стремительно развивающейся панической тревоги.
Лоразепам может эффективно снижать возбуждение и вызывать сон, а продолжительность эффекта от однократной дозы делает его подходящим выбором для краткосрочного лечения бессонницы, особенно при наличии сильной тревоги или ночных кошмаров. Препарат имеет довольно короткую продолжительность действия.
Симптомы отмены, включая рецидивирующую бессонницу и рецидивирующую тревогу, могут возникнуть после семи дней приема лоразепама.

### Судороги
Внутривенное введение диазепама или лоразепама является методом первой линии лечения эпилептического судорожного статуса. Лоразепам при купировании эпилептического статуса более эффективен, чем диазепам и фенитоин, и имеет меньший риск продолжения судорог, которые могут потребовать дополнительных препаратов. По сравнению с лоразепамом и другими препаратами ещё более эффективным является фенобарбитал, по крайней мере, у пожилых людей.
Противосудорожные свойства и фармакокинетический профиль лоразепама делают его внутривенное применение надежным средством прекращения острых припадков, но вызывают пролонгированную седацию. Пероральные бензодиазепины, включая лоразепам, иногда используются в качестве долгосрочного профилактического лечения резистентных абсансов; из-за постепенной толерантности к их противосудорожному эффекту бензодиазепины, такие как лоразепам, не считаются препаратами первой линии. Кроме того, общие характеристики приступов (гиперсаливация, сжимание челюстей, непроизвольное глотание и т. д.) создают некоторые трудности при пероральном приеме.
Противосудорожные и седативные свойства лоразепама полезны для лечения и профилактики синдрома отмены алкоголя. В этих условиях нарушение функции печени не представляет опасности при применении лоразепама, поскольку лоразепам не требует окисления ни в печени, ни иным образом для своего метаболизма. Лоразепам считается наиболее переносимым бензодиазепином у пациентов с поздними стадиями заболевания печени.

### Седация
Лоразепам иногда используется у людей, находящихся на искусственной вентиляции легких. Однако было обнаружено, что у людей в критическом состоянии пропофол превосходит лоразепам как по эффективности, так и по общей стоимости; в результате использование пропофола по этому показанию теперь поощряется, тогда как использование лоразепама не рекомендуется.
Его относительная эффективность в предотвращении формирования новых воспоминаний, наряду со способностью уменьшать возбуждение и тревогу, делает лоразепам полезным в качестве премедикации. Его вводят перед общим наркозом, чтобы уменьшить необходимое количество анестетика, или перед неприятными процедурами в бодрствовании, например, в стоматологии или эндоскопии, чтобы уменьшить беспокойство, повысить соблюдение режима лечения и вызвать амнезию перед процедурой. Лоразепам внутрь вводят за 90–120 минут до процедур, а лоразепам внутривенно — за 10 минут до процедур.Лоразепам иногда используется в качестве альтернативы мидазоламу при паллиативной седации. В отделениях интенсивной терапии лоразепам иногда используется для вызывания анксиолиза, гипноза и амнезии.

### Ажитация
Лоразепам иногда используется в качестве альтернативы галоперидолу, когда существует необходимость быстрого успокоения агрессивных или возбужденных людей, но галоперидол плюс прометазин предпочтительнее из-за большей эффективности и из-за неблагоприятного воздействия лоразепама на дыхательную функцию. Однако побочные эффекты, такие как расторможенность поведения, могут сделать бензодиазепины неподходящими для некоторых людей с острым психозом. Острый делирий иногда лечат лоразепамом, но, поскольку он может вызывать парадоксальные эффекты, его предпочтительно назначать вместе с галоперидолом. Лоразепам всасывается относительно медленно при внутримышечном введении.

### Другое
Кататония с неспособностью говорить поддается лечению лоразепамом. Симптомы могут рецидивировать, и может потребоваться лечение в течение нескольких дней. Кататония, вызванная резкой или слишком быстрой отменой бензодиазепинов, как часть синдрома отмены бензодиазепинов, также должна поддаваться лечению лоразепамом. Поскольку лоразепам может иметь парадоксальные эффекты, иногда одновременно назначают галоперидол .
Иногда его используют в химиотерапии в дополнение к лекарствам, используемым для лечения тошноты и рвоты, то есть тошноты и рвоты, вызванных или усугубляющихся психологической сенсибилизацией к мысли о болезни.

## Побочные эффекты
Многие полезные эффекты лоразепама (например, седативное, миорелаксирующее, противотревожное и амнестическое действие) могут стать побочными эффектами, если они нежелательны. Побочные эффекты могут включать седативный эффект и низкое кровяное давление. Эффекты лоразепама усиливаются в сочетании с другими препаратами, угнетающими ЦНС. Другие побочные эффекты включают спутанность сознания, атаксию, замедление формирования новых воспоминаний, сужение зрачков и эффекты похмелья. При длительном применении бензодиазепинов неясно, полностью сохраняется в течение как минимум шести месяцев после отмены, но для восстановления когнитивной функции может потребоваться более шести месяцев. Лоразепам, по-видимому, оказывает более серьёзное неблагоприятное воздействие на память, чем другие бензодиазепины; это ухудшает как явную, так и неявную память. У пожилых людей в результате приема бензодиазепинов могут возникнуть падения. Побочные эффекты чаще встречаются у пожилых людей и проявляются при более низких дозах, чем у молодых людей. Бензодиазепины могут вызвать или усугубить депрессию. Могут также возникнуть парадоксальные эффекты, такие как усиление судорог или парадоксальное возбуждение; парадоксальное возбуждение чаще встречается у пожилых людей, детей, людей, злоупотребляющих алкоголем, а также у людей, имеющих в анамнезе проблемы с агрессией или гневом. Эффекты лоразепама зависят от дозы: чем выше доза, тем сильнее будут эффекты (и побочные эффекты). Использование наименьшей дозы, необходимой для достижения желаемого эффекта, снижает риск побочных эффектов. Седативные препараты и снотворные, включая лоразепам, связаны с повышенным риском смерти.
Седация — это побочный эффект, о котором чаще всего сообщают люди, принимающие лоразепам. В группе из примерно 3500 человек, лечившихся от тревоги, наиболее частыми побочными эффектами лоразепама, на которые жаловались, были седативный эффект (15,9%), головокружение (6,9%), слабость (4,2%) и шаткость (3,4%). Побочные эффекты, такие как седация и шаткость, усиливались с возрастом. Также могут возникнуть когнитивные нарушения, поведенческая расторможенность и угнетение дыхания, а также гипотония.
- Парадоксальные эффекты. В некоторых случаях при приеме бензодиазепинов могут возникать парадоксальные эффекты, такие как усиление враждебности, агрессии, вспышки гнева и психомоторное возбуждение. Эти эффекты чаще наблюдаются при приеме лоразепама, чем при приеме других бензодиазепинов[30]. Парадоксальные эффекты чаще возникают при более высоких дозах у людей с ранее существовавшими расстройствами личности и психическими заболеваниями. Поскольку парадоксальные эффекты, по всей видимости, зависят от дозы, они обычно исчезают при снижении дозы или полной отмене лоразепама[31][32][33][34][35][36].
- Суицидальность: бензодиазепины связаны с повышенным риском самоубийства, возможно, из-за растормаживания[3]. Более высокие дозы, по-видимому, создают больший риск.
- Амнестические эффекты: среди бензодиазепинов лоразепам обладает относительно сильным амнестическим действием[15], но при регулярном использовании у людей вскоре развивается толерантность к нему. Чтобы избежать проблем с амнезией (или чрезмерной седацией), начальная общая суточная доза лоразепама не должна превышать 2 мг. Это также относится к использованию для ночной седации. Пяти участникам исследования сна назначали лоразепам в дозе 4 мг на ночь, а на следующий вечер у троих неожиданно обнаружились провалы в памяти в течение части дня, и этот эффект полностью исчез после двух-трех дней приема[8]. Амнестические эффекты нельзя оценить по степени присутствующего седативного эффекта, поскольку эти два эффекта не связаны между собой.
- Высокие дозы или длительное парентеральное введение лоразепама с соответствующим растворителем могут вызвать интоксикацию и отравление пропиленгликолем[17][37].

В сентябре 2020 года Управление по санитарному надзору за качеством пищевых продуктов и медикаментов США (FDA) потребовало обновить предупреждение для всех бензодиазепиновых препаратов, чтобы оно последовательно описывало риски злоупотребления, неправильного использования, привыкания, физической зависимости и реакций отмены для всех лекарств этого класса .

## Противопоказания[39]
Лоразепама следует избегать людям с такими состояниями, как
- Аллергия или гиперчувствительность. Перенесенная в прошлом гиперчувствительность или аллергия на лоразепам, любой бензодиазепин или любой из ингредиентов таблеток или инъекций лоразепама.
- Дыхательная недостаточность. Бензодиазепины, включая лоразепам, могут угнетать дыхательную активность центральной нервной системы и противопоказаны при тяжелой дыхательной недостаточности. Примером может служить ненадлежащее использование для облегчения тревоги, связанной с острой тяжелой астмой. Анксиолитические эффекты также могут отрицательно влиять на желание и способность человека бороться за дыхание. Однако, если механическая вентиляция становится необходимой, для облегчения глубокой седации можно использовать лоразепам.
- Острая интоксикация. Лоразепам может синергически взаимодействовать с действием алкоголя, наркотиков или других психоактивных веществ. Поэтому его не следует назначать пьяному или опьяненному человеку.
- Атаксия – это неврологический клинический признак, состоящий из неустойчивых и неуклюжих движений конечностей и туловища из-за нарушения координации движений мышц, наиболее заметного при стоянии и ходьбе. Это классический способ воздействия на человека острой алкогольной интоксикации. Бензодиазепины не следует назначать людям с атаксией.
- Острая узкоугольная глаукома. Лоразепам оказывает расширяющее зрачок действие, что может дополнительно препятствовать оттоку водянистой влаги из передней камеры глаза, тем самым ухудшая узкоугольную глаукому.
- Апноэ во сне. Апноэ во сне может усугубляться депрессивным действием лоразепама на центральную нервную систему. Это может ещё больше снизить способность человека защищать дыхательные пути во время сна[40].
- Миастения гравис. Это состояние характеризуется мышечной слабостью, поэтому миорелаксанты, такие как лоразепам, могут усугубить симптомы.
- Беременность и грудное вскармливание. Лоразепам относится к категории беременности D Управления по контролю за продуктами и лекарствами (FDA), что означает, что он может нанести вред развивающемуся ребёнку, если принимать его в первом триместре беременности. Доказательства неубедительны, приводит ли прием лоразепама на ранних сроках беременности к снижению интеллекта, проблемам нервного развития, физическим порокам развития сердца или лица, или другим порокам развития у некоторых новорожденных. Лоразепам, назначаемый беременным женщинам в антенатальном периоде, может вызвать синдром вялого младенца [41] у новорожденного или угнетение дыхания, требующее вентиляции легких. Регулярное применение лоразепама на поздних сроках беременности (третий триместр) несёт в себе определённый риск синдрома отмены бензодиазепинов у новорожденного. Отмена бензодиазепинов у новорожденных может включать гипотонию, нежелание сосать, приступы апноэ, цианоз и нарушение метаболических реакций на холодовой стресс. Сообщалось, что симптомы синдрома вялого младенца и синдрома отмены бензодиазепинов у новорожденных сохраняются от нескольких часов до месяцев после рождения. Лоразепам может также ингибировать глюкуронидацию билирубина в печени плода, что приводит к неонатальной желтухе. Лоразепам присутствует в грудном молоке, поэтому следует соблюдать осторожность при грудном вскармливании.

### Отдельные группы
- Дети и пожилые люди. Безопасность и эффективность лоразепама у детей до 18 лет недостаточно изучены, но он используется для лечения острых судорог. Требования к дозе должны быть индивидуализированы, особенно у пожилых и ослабленных людей, у которых повышен риск передозировки. Длительная терапия может привести к когнитивному дефициту, особенно у пожилых людей, который может быть лишь частично обратимым. Пожилые люди метаболизируют бензодиазепины медленнее, чем молодые люди, и более чувствительны к побочным эффектам бензодиазепинов по сравнению с более молодыми людьми даже при аналогичных концентрациях в плазме. Кроме того, пожилые люди склонны принимать больше лекарств, которые могут взаимодействовать или усиливать действие бензодиазепинов. Было обнаружено, что бензодиазепины, включая лоразепам, повышают риск падений и переломов у пожилых людей. В результате рекомендации по дозировке для пожилых людей составляют примерно половину тех, которые используются для более молодых людей, и применяются не дольше двух недель[42][43]. Лоразепам также может медленнее выводится у пожилых людей, что потенциально приводит к его накоплению и усилению эффектов [44]. Лоразепам, как и другие бензодиазепины и небензодиазепины, вызывает нарушения баланса тела и устойчивости положения у людей, которые просыпаются ночью или на следующее утро. Часто отмечаются падения и переломы бедра. Сочетание с алкоголем усиливает эти нарушения. К этим нарушениям развивается частичная, но неполная толерантность[4].
- Печеночная или почечная недостаточность. Лоразепам может быть безопаснее, чем большинство бензодиазепинов, у людей с нарушенной функцией печени. Как и оксазепам, он не требует окисления в печени, а только глюкуронидации печени в глюкуронид лоразепама. Таким образом, нарушение функции печени вряд ли приведет к накоплению лоразепама в такой степени, которая вызовет побочные реакции[11]. Аналогично, заболевание почек оказывает минимальное влияние на уровень лоразепама[45].
- Хирургическая премедикация. Информированное согласие, данное только после премедикации лоразепамом, может быть впоследствии оспорено. Персонал должен использовать сопровождающих, чтобы защититься от обвинений в жестоком обращении во время лечения. Такие обвинения могут возникнуть из-за неполной амнезии, расторможенности и нарушения способности обрабатывать сигналы. Из-за относительно длительной продолжительности остаточных эффектов (седация, атаксия, гипотензия и амнезия) премедикация лоразепамом лучше всего подходит для стационарного применения. Людей не следует выписывать из больницы в течение 24 часов после премедикации лоразепамом без сопровождения лица, осуществляющего уход. Им также не следует водить машину, работать с механизмами или употреблять алкоголь в течение этого периода.
- Наркотическая и алкогольная зависимость. Риск злоупотребления лоразепамом увеличивается у зависимых людей[43].
- Коморбидные психические расстройства также повышают риск зависимости и парадоксальных побочных эффектов[43].

### Толерантность и зависимость
Зависимость, типичная для синдрома отмены, возникает примерно у трети людей, которые лечатся бензодиазепинами более четырёх недель. Более высокие дозы и более длительные периоды применения увеличивают риск развития бензодиазепиновой зависимости. Мощные бензодиазепины с относительно коротким периодом полураспада, такие как лоразепам, алпразолам и триазолам, имеют самый высокий риск возникновения зависимости.
Если регулярное лечение продолжается более четырёх-шести месяцев, для поддержания эффекта может потребоваться увеличение дозы, но симптомы, устойчивые к лечению, на самом деле могут быть симптомами отмены бензодиазепинов. Из-за развития толерантности к противосудорожным эффектам бензодиазепины обычно не рекомендуются для длительного применения при лечении эпилепсии. Увеличение дозы может преодолеть толерантность, но затем может развиться толерантность к более высокой дозе, а побочные эффекты могут сохраняться и ухудшаться. Механизм толерантности к бензодиазепинам сложен и включает в себя подавление рецептора ГАМК-a, изменения конфигурации субъединиц рецепторов ГАМК-a, разобщение и интернализацию сайта связывания бензодиазепина из рецепторного комплекса ГАМК-a, а также изменения в экспрессии генов.
Вероятность зависимости от лоразепама относительно высока по сравнению с другими бензодиазепинами. Относительно короткий период полувыведения лоразепама из сыворотки, его попадание в основном в кровь и его неактивный метаболит могут привести к явлениям отмены между дозами и тяге к следующей дозе, что может усилить психологическую зависимость. Из-за его высокой эффективности самая маленькая таблетка лоразепама в дозе 0,5 мг также является значительной дозой. Чтобы свести к минимуму риск физической/психологической зависимости, лоразепам лучше всего применять только кратковременно, в минимальной эффективной дозе. Если какой-либо бензодиазепин использовался в течение длительного времени, рекомендуется постепенное снижение дозы в течение недель, месяцев или дольше, в зависимости от дозы и продолжительности применения, степени зависимости и индивидуальных особенностей.
Прекращение длительного применения лоразепама может быть более реалистично достигнуто путем постепенного перехода на эквивалентную дозу диазепама и периода стабилизации на этом уровне, и только после этого можно начать снижение дозы. Преимущество перехода на диазепам заключается в том, что снижение дозы ощущается менее остро из-за более длительного периода полураспада (20–200 часов) диазепама и его активных метаболитов.

### Прекращение приема
При резком или слишком быстром прекращении приема лоразепама наблюдались беспокойство и признаки физической абстиненции, аналогичные тем, которые наблюдаются при отмене алкоголя и барбитуратов. Лоразепам, как и другие бензодиазепины, может вызывать физическую зависимость, привыкание и синдром отмены бензодиазепинов. Чем выше доза и чем дольше принимается препарат, тем выше риск возникновения неприятных симптомов абстиненции. Однако симптомы абстиненции могут возникать при приеме стандартных доз, а также после кратковременного применения. Лечение бензодиазепинами следует прекратить как можно скорее с помощью медленного и постепенного снижения дозы. Эффекты рикошета часто напоминают состояние, которое лечат, но, как правило, на более интенсивном уровне, и его может быть трудно диагностировать. Симптомы абстиненции могут варьироваться от легкой тревоги и бессонницы до более серьёзных симптомов, таких как судороги и психоз. Риск и тяжесть синдрома отмены повышаются при длительном применении, использовании высоких доз, резком или слишком быстром снижении дозы, а также при других факторах. Бензодиазепины короткого действия, такие как лоразепам, с большей вероятностью вызывают более тяжелый синдром отмены по сравнению с бензодиазепинами длительного действия.
Симптомы абстиненции могут возникнуть после приема терапевтических доз лоразепама в течение всего лишь одной недели. онемение/покалывание конечностей, повышенная чувствительность к свету, звуку и запаху, искажения восприятия, тошнота, рвота, диарея, потеря аппетита, галлюцинации, делирий, судороги, тремор, спазмы желудка, миалгия, возбуждение, сердцебиение, тахикардия, приступы паники, временная потеря памяти и гипертермия. Для выведения бензодиазепина из организма требуется около 18–36 часов .

### Взаимодействия
Передозировка лоразепама обычно не приводит к летальному исходу, но может вызвать угнетение дыхания при передозировке с алкоголем. Комбинация также приводит к усилению растормаживающего и амнезического действия обоих препаратов, что может привести к конфузным или криминальным последствиям. Некоторые эксперты советуют предупреждать людей о недопустимости употребления алкоголя во время лечения лоразепамом .
Более серьёзные побочные эффекты могут возникнуть при одновременном применении лоразепама с другими препаратами, такими как опиоиды или другие снотворные средства.[67] Лоразепам также может взаимодействовать с рифабутином . Вальпроат ингибирует метаболизм лоразепама, тогда как карбамазепин, ламотриджин, фенобарбитал, фенитоин и рифампицин повышают скорость его метаболизма. Некоторые антидепрессанты, противоэпилептические препараты, такие как фенобарбитал, фенитоин и карбамазепин, седативные антигистаминные препараты, опиаты, нейролептики и алкоголь, при приеме с лоразепамом могут привести к усилению седативного эффекта.

### Передозировка
В случае подозрения на передозировку лоразепама важно установить, является ли человек регулярным пользователем лоразепама или других бензодиазепинов, поскольку регулярное использование вызывает развитие толерантности. Также необходимо выяснить, принимались ли другие вещества.
Признаки передозировки включают спутанность сознания, дизартрию, парадоксальные реакции, сонливость, гипотонию, атаксию, гипотонию, гипнотическое состояние, кому, сердечно-сосудистую депрессию, угнетение дыхания и смерть. Однако смертельные передозировки только бензодиазепинов редки и менее распространены, чем передозировки барбитуратами. Такая разница во многом обусловлена активностью бензодиазепина как модулятора нейрорецепторов, а не как активатора как такового. Однако лоразепам и подобные лекарства действуют синергично с алкоголем, что увеличивает риск передозировки.
Раннее лечение людей, находящихся в состоянии тревоги, включает рвоту, промывание желудка и активированный уголь. В противном случае ведение осуществляется путем наблюдения, в том числе за жизненно важными показателями, поддержки и, только в случае необходимости, с учётом возможных рисков, внутривенного введения флумазенила.
В идеале за людьми ухаживают в доброй, свободной от фрустрации обстановке, поскольку бензодиазепины при приеме или приеме в высоких дозах с большей вероятностью вызывают парадоксальные реакции. Если проявить сочувствие, даже весьма грубо притворное, люди могут реагировать заботливо, но могут реагировать непропорциональной агрессией на разочаровывающие сигналы. Оппортунистическое консультирование имеет здесь ограниченную ценность, поскольку человек вряд ли вспомнит об этом позже из-за антероградной амнезии, вызванной лекарственными препаратами.

### Обнаружение в биологических жидкостях[51]
Лоразепам можно определить количественно в крови или плазме для подтверждения отравления у госпитализированных людей, предоставления доказательств нарушения правил вождения или для оказания помощи в судебно-медицинском расследовании смерти. Концентрации в крови или плазме обычно находятся в диапазоне 10–300 мкг/л у лиц, получающих препарат в терапевтических целях, или у лиц, арестованных за вождение в нетрезвом виде. Примерно 300–1000 мкг/л обнаруживается у людей после острой передозировки. Лоразепам не может быть обнаружен при обычном тестировании мочи на бензодиазепины. Это связано с тем, что большинство этих скрининговых тестов способны обнаружить только бензодиазепины, которые подвергаются метаболизму глюкуронида оксазепама.

## Фармакология
Фармакологическое действие — анксиолитическое, седативное, снотворное, миорелаксирующее, центральное, противосудорожное. Лоразепам -  высокоэффективный бензодиазепин средней продолжительности действия, и его уникальность, преимущества и недостатки во многом объясняются его фармакокинетическими свойствами (плохая растворимость в воде и липидах, высокая степень связывания с белками и аноксидантный эффект) и его высокой относительной эффективностью (1 мг лоразепама по эффекту равен 10 мг диазепама). Биологический период полувыведения лоразепама составляет 10–20 часов .
Взаимодействует со специфическими бензодиазепиновыми рецепторами ГАМК, повышает чувствительность ГАМК-рецепторов к ГАМК. В результате повышается частота открытия трансмембранных каналов для ионов хлора, гиперполяризуется постсинаптическая мембрана нейрона, угнетается нейрональная активность и тормозится межнейронная передача в ЦНС. Эффекты обусловлены влиянием на различные отделы ЦНС: миндалевидный комплекс лимбической системы (анксиолитический), ретикулярную формацию ствола головного мозга и неспецифические ядра таламуса, гипоталамуса (седативный и снотворный), спинной мозг (миорелаксирующий), гиппокамп (противосудорожный). Снижает возбудимость подкорковых образований (лимбическая система, таламус, гипоталамус), ответственных за осуществление эмоциональных реакций, и тормозит взаимодействие этих структур с корой головного мозга. Стабилизирует вегетативные функции.

### Фармакокинетика
Лоразепам хорошо связывается с белками и активно метаболизируется до фармакологически неактивных метаболитов. Из-за плохой растворимости в липидах лоразепам относительно медленно всасывается через рот и не пригоден для ректального введения. Однако его плохая растворимость в липидах и высокая степень связывания с белками (85–90%) означают, что его объём распределения приходится главным образом на сосудистый отдел, что приводит к относительно длительному пиковому эффекту. Это контрастирует с хорошо растворимым в липидах диазепамом, который, хотя и быстро всасывается перорально или ректально, вскоре перераспределяется из сыворотки в другие части тела, в частности, в жировые отложения. Это объясняет, почему одна доза лоразепама, несмотря на более короткий период полувыведения из сыворотки, имеет более продолжительный пиковый эффект, чем эквивалентная доза диазепама.
Клинический пример: Диазепам уже давно является препаратом выбора при эпилептическом статусе; его высокая растворимость в липидах означает, что он всасывается с одинаковой скоростью как при пероральном, так и при ректальном приеме (невнутривенный путь удобен за пределами больниц), но высокая растворимость диазепама в липидах также означает, что он не остается в сосудистом пространстве, а вскоре перераспределяется в другие органы ткани. Таким образом, может потребоваться повторение доз диазепама для поддержания пикового противосудорожного эффекта, что приводит к избыточному накоплению препарата в организме. Лоразепам — другой случай; его низкая растворимость в липидах делает его относительно медленно всасываемым любым путем, кроме внутривенного, но после инъекции он не будет значительно перераспределяться за пределы сосудистого пространства. Таким образом, противосудорожное действие лоразепама более продолжительно, что снижает потребность в повторных дозах. Если известно, что у человека обычно прекращаются судороги после одной или двух доз диазепама, это может быть предпочтительнее, поскольку седативный эффект будет меньше, чем при приеме однократной дозы лоразепама (противосудорожный/седативный эффект диазепама прекращается через 15–30 минут, а эффект лоразепама длится 12–24 часа). Однако пролонгированная седация лоразепама может быть приемлемым компромиссом с учётом надежной продолжительности его эффекта, особенно если человека необходимо перевести в другое учреждение. Хотя лоразепам не обязательно лучше диазепама при первоначальном прекращении приступов, лоразепам, тем не менее, заменяет диазепам в качестве препарата выбора для внутривенного введения при эпилептическом статусе.

### Фармакодинамика
Считается, что по сравнению с другими бензодиазепинами лоразепам обладает высоким сродством к рецепторам ГАМК, что также может объяснить его выраженные амнестические эффекты. Его основными фармакологическими эффектами являются усиление действия нейромедиатора ГАМК на рецептор ГАМК. Бензодиазепины, такие как лоразепам, усиливают действие ГАМК на рецептор ГАМК-a за счет увеличения частоты открытия хлорид-ионного канала на рецепторах ГАМКА; что приводит к терапевтическому действию бензодиазепинов. Однако они сами по себе не активируют рецепторы ГАМК, а требуют присутствия нейромедиатора ГАМК. Таким образом, эффект бензодиазепинов заключается в усилении действия нейромедиатора ГАМК.
Величина и продолжительность действия лоразепама зависят от дозы, то есть более высокие дозы оказывают более сильное и продолжительное действие, поскольку мозг имеет резервные возможности рецепторов, при этом однократные клинические дозы приводят к заполнению только около 3% доступных рецепторов.
Противосудорожные свойства лоразепама и других бензодиазепинов могут быть частично или полностью обусловлены связыванием с потенциал-зависимыми натриевыми каналами, а не с бензодиазепиновыми рецепторами. Устойчивое повторяющееся возбуждение, по-видимому, ограничено из-за бензодиазепинового эффекта, заключающегося в замедлении восстановления натриевых каналов от инактивации к дезактивации в культурах клеток спинного мозга мышей, что продлевает рефрактерный период.

## Общие сведения
По структуре близок к нозепаму, содержит дополнительный атом хлора в фенильном заместителе бензодиазепина.  Чистый лоразепам представляет собой почти белый порошок, практически нерастворимый в воде и масле. В лекарственной форме он в основном доступен в виде таблеток и раствора для инъекций, но в некоторых местах он также доступен в виде кожного пластыря, раствора для перорального применения и сублингвальных таблеток.
Таблетки и сиропы лоразепама назначаются только перорально. Таблетки лоразепама марки Ативан также содержат лактозу, микрокристаллическую целлюлозу, полакрилин, стеарат магния и красители (индигокармин в синих таблетках и тартразин в желтых таблетках). Лоразепам для инъекций состоит из полиэтиленгликоля 400 в пропиленгликоле и 2,0% бензилового спирта в качестве консерванта.
Раствор лоразепама для инъекций вводят либо глубоко внутримышечно, либо внутривенно. Раствор для инъекций выпускается в ампулах по 1 мл, содержащих 2 или 4 мг лоразепама. В качестве растворителей используются полиэтиленгликоль 400 и пропиленгликоль. В качестве консерванта раствор для инъекций содержит бензиловый спирт. Сообщалось о токсичности пропиленгликоля у человека, получавшего непрерывную инфузию лоразепама. Внутривенные инъекции следует проводить медленно и тщательно контролировать их на предмет побочных эффектов, таких как угнетение дыхания, гипотония или потеря контроля над дыхательными путями.
Пиковые эффекты примерно совпадают с пиковыми уровнями в сыворотке крови, которые наблюдаются через 10 минут после внутривенной инъекции, до 60 минут после внутримышечной инъекции и от 90 до 120 минут после перорального введения, но первоначальные эффекты будут отмечены раньше. этот. Клинически значимая доза лоразепама обычно эффективна в течение 6-12 часов, что делает её непригодной для регулярного приема один раз в день, поэтому при регулярном приеме её обычно назначают в виде двух-четырёх ежедневных доз, но это число может быть увеличено до пяти или шести, особенно в случае пожилых людей, которые не могут одновременно принять большие дозы.
Лекарственные формы лоразепама для местного применения, хотя и используются для лечения тошноты, особенно у людей, находящихся в хосписе, не должны использоваться в этой форме и для этой цели, поскольку их эффективность не доказана.

## Общество и культура

### Рекреационное использование
Лоразепам также используется для других целей, например, в рекреационных целях, когда препарат принимается для достижения эффекта или когда прием препарата продолжается в течение длительного времени вопреки рекомендациям врача.
Крупномасштабное общенациональное исследование правительством США посещений отделений неотложной помощи, связанное с фармацевтическими препаратами, проведенное SAMHSA, показало, что седативно-снотворные препараты являются фармацевтическими препаратами, которые наиболее часто используются вне их предписанных медицинских целей в Соединённых Штатах: на них приходится 35% посещений отделений неотложной помощи, связанных с наркотиками, с применением седативных и снотворных средств. В этой категории чаще всего используются бензодиазепины. Мужчины и женщины в равной степени используют бензодиазепины в немедицинских целях. Из лекарств, используемых при попытках самоубийства, бензодиазепины являются наиболее часто используемыми фармацевтическими препаратами: с их участием связано 26% попыток самоубийства. Лоразепам был третьим по распространенности бензодиазепином, используемым без рецепта в этой статистике посещений скорой помощи.

### Правовой статус
В Российской Федерации входит в Список III. Список психотропных веществ, оборот которых в РФ ограничен и в отношении которых допускается исключение некоторых мер контроля в соответствии с законодательством РФ и международными договорами РФ. Препарат отпускается по рецепту бланка 148-1/у-88.
Лоразепам является препаратом Списка IV в соответствии с Законом о контролируемых веществах в США и на международном уровне в соответствии с Конвенцией Организации Объединённых Наций о психотропных веществах. Это препарат из Списка IV в соответствии с Законом о контролируемых наркотиках и веществах Канады. В Соединённом Королевстве это контролируемый препарат класса C, Списка 4 в соответствии с Положением о злоупотреблении наркотиками 2001 года.